# Waati
Pour plus de détails, voir Fiche technique et Distribution.
Waati (Le Temps) est un film franco-burkinabé-malien du réalisateur malien Souleymane Cissé sorti en 1995.

## Synopsis
En Afrique du Sud, une adolescente, Nandi, grandit exploitée au milieu des brimades faites aux Noirs. Un jour, un policier tue son père. Terrorisée, elle s'enfuit. Elle parvient à traverser la frontière et des nomades l'adoptent. Elle parvient dans un pays où elle peut faire des études d'ethnologie.
Elle recueille une petite orpheline, et se décide à revenir en Afrique du Sud. Mais elle y sera à nouveau confrontée au racisme.

## Fiche technique
- Scénario : Souleymane Cissé
- Produit par Xavier Castano
- Directeur de Production : Mat Troi Day
- Musique originale : Bruno Coulais
- Image : Jean-Jacques Bouhon, Vincenzo Marano, Georgi Rerberg ,Aleksey Rodionov
- Montage : Andrée Davanture
- Décorateur de plateau : Victor Botha
- Durée : 140 minutes
- Pays :  France /  Mali /  Burkina Faso
- Langue : bambara
- Couleur : couleur
- Script-Girl : Stella D'Onofrio
- Maquillage : Emmanuelle Fèvre[2]

## Distribution
- Sidi Yaya Cissé : Solofa
- Mariame Amerou Mohamed Dicko : Nandi à 6 ans
- Balla Moussa Keita : le professeur
- Vusi Kunene
- Martin Le Maitre
- Eric Miyeni : le père
- Nakedi Ribane : la mère
- Adam Rose : le policier assassin
- Niamanto Sanogo : le prophète rasta
- Linèo Tsolo : Nandi
- Mary Twala : la grand-mère[2]

## Distinctions
- Sélection officielle au Festival de Cannes 1995[3].